# 第12施設群
第12施設群（だいじゅうにしせつぐん、JGSDF 12th Engineer Group(Construction)）は、陸上自衛隊岩見沢駐屯地（北海道岩見沢市）に駐屯する第3施設団隷下の施設科部隊である。

## 概要
本部管理中隊、3個の施設中隊の4個中隊からなり、群長は1等陸佐（二）が充てられ、岩見沢駐屯地司令を兼務する。
警備隊区は岩見沢市、三笠市であり、さまざまな災害派遣や国際貢献活動で活動している。

## 沿革
独立第532施設大隊
- 1952年（昭和27年）11月22日：独立第532施設大隊が金沢駐屯地に新編。
- 1953年（昭和28年）2月28日：独立第532施設大隊が金沢駐屯地から岩見沢駐屯地へ移駐。

第102施設大隊
- 1954年（昭和29年）7月1日：独立第532施設大隊（岩見沢駐屯地）が第1施設群第102施設大隊に称号変更。
- 1961年（昭和36年）8月17日：第1施設群が第3施設団（南恵庭駐屯地）に編合。

第12施設群
- 1976年（昭和51年）3月25日：第102施設大隊（岩見沢駐屯地）を基幹として、第3施設団隷下に第12施設群が岩見沢駐屯地に新編。

※ 編成：第12施設群本部、本部中隊、第335施設中隊～第337施設中隊、第304ダンプ車両中隊、第312施設器材中隊、第301地区施設隊（名寄駐屯地）
- 1982年（昭和57年）3月25日：第304ダンプ車両中隊（岩見沢駐屯地）が廃止。
- 1988年（昭和63年）3月25日：第301地区施設隊（名寄駐屯地）を廃止・改編し、第342施設中隊を名寄駐屯地に新編。第12施設群に編合。
- 1996年（平成08年）3月29日：第302坑道中隊を岩見沢駐屯地に新編し、第12施設群に編合。
- 2000年（平成12年）3月28日：後方支援体制移行に伴い、整備部門を北部方面後方支援隊第101施設直接支援大隊第2直接支援中隊に移管。
- 2004年（平成16年）3月23日：第342施設中隊（名寄駐屯地）、第1施設群第341施設中隊（釧路駐屯地）を廃止・改編し、第342施設中隊を釧路駐屯地に再編。第12施設群に編合。
- 2008年（平成20年）3月26日：第12施設群が新編された北部方面施設隊（南恵庭駐屯地）に編合。
- 2017年（平成29年）3月27日：機能別中隊に改編[2]。再編された第3施設団[3]に編合。

1. 第335施設中隊～第337施設中隊、第312施設器材中隊（岩見沢駐屯地）を廃止・改編し、第398施設中隊「築城・障害」、第399施設中隊「機動支援」、第400施設中隊「交通」を岩見沢駐屯地に新編し、第12施設群に編合。
2. 第342施設中隊（釧路駐屯地）を廃止・改編し、第397施設中隊「交通」を釧路駐屯地に新編し、第14施設群に編合。

- 2024年（令和06年）3月21日：第302坑道中隊（岩見沢駐屯地）が廃止[4]。

## 部隊編成・駐屯地
所在は、岩見沢駐屯地（岩見沢市）
- 第12施設群本部
- 本部管理中隊「12施群-本」
- 第398施設中隊「12施群-398」（築城・障害）
- 第399施設中隊「12施群-399」（機動支援）
- 第400施設中隊「12施群-400」（交通）

## 整備支援部隊
- 北部方面後方支援隊第101施設直接支援大隊第2直接支援中隊「101施直支-2」（岩見沢駐屯地）：2000年（平成12年）3月28日から

## 主要幹部
| 官職名                           | 階級    | 氏名     | 補職発令日     | 前職                                 |
| -------------------------------- | ------- | -------- | -------------- | ------------------------------------ |
| 第12施設群長 兼 岩見沢駐屯地司令 | 1等陸佐 | 福永信彦 | 2025年03月24日 | 陸上自衛隊補給統制本部総務部総務課長 |

| 代 | 氏名       | 在職期間                        | 前職                                                  | 後職                                        |
| -- | ---------- | ------------------------------- | ----------------------------------------------------- | ------------------------------------------- |
| 01 | 林田春義   | 1976年03月25日 - 1978年03月15日 | 第3施設団本部勤務                                     | 東部方面総監部付                            |
| 02 | 大久保昊彦 | 1978年03月16日 - 1979年07月31日 | 東北方面総監部装備部施設課長                          | 第3施設団副団長                             |
| 03 | 上野秋生   | 1979年08月01日 - 1981年07月31日 | 陸上幕僚監部教育訓練部教育課 学校第2班長              | 第3施設団副団長                             |
| 04 | 佐藤榮     | 1981年08月01日 - 1983年06月30日 | 陸上幕僚監部調査部付                                  | 統合幕僚会議事務局第4幕僚室勤務             |
| 05 | 高橋英紀   | 1983年07月01日 - 1985年08月07日 | 陸上幕僚監部調査部調査第2課 調査第4班長               | 陸上自衛隊施設学校学校教官                  |
| 06 | 蛯原康治   | 1985年08月08日 - 1987年03月15日 | 第4施設団本部高級幕僚                                 | 自衛隊山口地方連絡部長                      |
| 07 | 久留島昭彦 | 1987年03月16日 - 1989年07月31日 | 陸上幕僚監部防衛部防衛課 防衛班長                     | 防衛研究所所員                              |
| 08 | 寺村誠士   | 1989年08月01日 - 1991年07月31日 | 第9師団司令部第3部長                                  | 東千歳駐屯地業務隊長                        |
| 09 | 鈴木通彦   | 1991年08月01日 - 1993年06月30日 | 北部方面総監部防衛部防衛課長                          | 陸上幕僚監部人事部人事計画課長              |
| 10 | 得田憲司   | 1993年07月01日 - 1995年03月22日 | 陸上幕僚監部防衛部防衛課 防衛班長                     | 陸上幕僚監部防衛部防衛課 防衛調整官         |
| 11 | 多田紀幸   | 1995年03月23日 - 1996年07月31日 | 陸上幕僚監部監理部総務課 企画班長                     | 陸上自衛隊富士学校管理部長                  |
| 12 | 二戸俊一   | 1996年08月01日 - 1999年07月08日 | 陸上幕僚監部調査部付                                  | 中部方面総監部防衛部長                      |
| 13 | 渡邊隆     | 1999年07月09日 - 2001年01月10日 | 陸上幕僚監部防衛部運用課 運用第1班長                  | 陸上幕僚監部装備部装備計画課長              |
| 14 | 小川祥一   | 2001年01月11日 - 2002年12月01日 | 陸上幕僚監部防衛部運用課 国際協力室長                 | 情報本部                                    |
| 15 | 淵之上徹   | 2002年12月02日 - 2005年03月27日 | 陸上自衛隊幹部学校学校教官                            | 自衛隊鳥取地方連絡部長                      |
| 16 | 池田安一郎 | 2005年03月28日 - 2007年07月31日 | 陸上幕僚監部装備部施設課 建設班長                     | 陸上自衛隊研究本部主任研究開発官            |
| 17 | 荒井博友   | 2007年08月01日 - 2009年03月31日 | 陸上自衛隊幹部学校学校教官                            | 中央即応集団司令部幕僚副長                  |
| 18 | 星川辰雄   | 2009年04月01日 - 2011年04月26日 | 陸上自衛隊幹部学校学校教官                            | 陸上自衛隊研究本部主任研究開発官            |
| 19 | 野路敬也   | 2011年04月27日 - 2013年07月31日 | 陸上幕僚監部装備部施設課 営繕班長                     | 陸上自衛隊富士学校管理部長                  |
| 20 | 末廣和祥   | 2013年08月01日 - 2015年03月22日 | 東部方面総監部防衛部訓練課長                          | 陸上自衛隊九州補給処総務部長                |
| 21 | 山根茂樹   | 2015年03月23日 - 2016年11月30日 | 陸上幕僚監部教育訓練部 教育訓練計画課器材・演習場班長 | 陸上幕僚監部防衛部 情報通信・研究課開発室長 |
| 22 | 梅木正造   | 2016年12月01日 - 2018年07月31日 | 陸上自衛隊幹部学校学校教官                            | 陸上総隊司令部運用部副部長                  |
| 23 | 末継智久   | 2018年08月01日 - 2021年03月14日 | 陸上幕僚監部防衛部施設課 建設班長                     | 陸上自衛隊教育訓練研究本部主任教官          |
| 24 | 荒関大輔   | 2021年03月15日 - 2023年03月12日 | 第14旅団司令部第3部長                                 | 陸上幕僚監部運用支援・訓練部付              |
| 25 | 山下拓路   | 2023年03月13日 - 2025年03月23日 | 陸上自衛隊教育訓練研究本部 企画調整官                 | 陸上自衛隊教育訓練研究本部 総合企画官       |
| 26 | 福永信彦   | 2025年03月24日 -                | 陸上自衛隊補給統制本部総務部 総務課長                 |                                             |

## 主要装備
- 道路障害作業車
- 83式地雷敷設装置
- 81式自走架柱橋
- グレーダ
- 掩体掘削機
- 坑道掘削装置
- 道路障害作業車
- 資材運搬車
- バケットローダ
- トラッククレーン
- タイヤローラ
- 89式5.56mm小銃
- 110mm個人携帯対戦車弾
- 1/2tトラック / 73式大型トラック
- 1 1/2tトラック / 73式中型トラック
- 3 1/2tトラック / 73式小型トラック
- 3トン半ダンプ
- 1トン半救急車

## 警備隊区
- 空知管内の一部（三笠市、岩見沢市）[5]

## 廃止（改編）部隊
- 1982年（昭和57年）3月25日廃止
  - 第304ダンプ車両中隊「304ダ」（岩見沢駐屯地）：
- 1988年（昭和63年）3月25日廃止
  - 第301地区施設隊「301地施」（名寄駐屯地）：第342施設中隊に改編。
- 2017年（平成29年）3月26日廃止
  - 第335施設中隊「335施」（岩見沢駐屯地）：第398施設中隊～第400施設中隊に改編。
  - 第336施設中隊「336施」（岩見沢駐屯地）：第398施設中隊～第400施設中隊に改編。
  - 第337施設中隊「337施」（岩見沢駐屯地）：第398施設中隊～第400施設中隊に改編。
  - 第342施設中隊「342施」（釧路駐屯地）：第14施設群第397施設中隊（釧路駐屯地）に改編。
  - 第312施設器材中隊「312施器」（岩見沢駐屯地）：第398施設中隊～第400施設中隊に改編。
- 2024年（令和06年）3月21日廃止
  - 第302坑道中隊「302坑」（岩見沢駐屯地）[4]：